# Moussa Limane
Moussa Limane (sinh ngày 7 tháng 5 năm 1992) là một cầu thủ bóng đá người Cộng hòa Trung Phi thi đấu ở Kazakhstan cho FC Caspiy, ở vị trí tiền đạo.

## Sự nghiệp
Sinh ra ở Bangui, Limane từng thi đấu cho Al-Ahly Shendi, DFC8, Kyzylzhar và Caspiy.
Anh ra mắt quốc tế cho Cộng hòa Trung Phi năm 2013.

### Bàn thắng quốc tế
Tỉ số và kết quả liệt kê bàn thắng của Cộng hòa Trung Phi trước.
| #  | Ngày                | Địa điểm                                                    | Đối thủ    | Tỉ số | Kết quả | Giải đấu                            |
| -- | ------------------- | ----------------------------------------------------------- | ---------- | ----- | ------- | ----------------------------------- |
| 1. | 24 tháng 3 năm 2016 | Sân vận động Thành phố Mahamasina, Antananarivo, Madagascar | Madagascar | 1–1   | 1–1     | Vòng loại Cúp bóng đá châu Phi 2017 |
| 2. | 28 tháng 3 năm 2016 | Sân vận động Barthélemy Boganda, Bangui, Cộng hòa Trung Phi | Madagascar | 2–1   | 2–1     | Vòng loại Cúp bóng đá châu Phi 2017 |
| 3. | 5 tháng 6 năm 2016  | Sân vận động Barthélemy Boganda, Bangui, Cộng hòa Trung Phi | Angola     | 3–0   | 3–1     | Vòng loại Cúp bóng đá châu Phi 2017 |